# Камни Врх при Примсковем
Камни Врх при Примсковем (словен. Kamni Vrh pri Primskovem) је насељено место у општини Шмартно при Литији, Средњесловенска регија, Словенија.

## Историја
До територијалне реорганизације у Словенији био је у саставу старе општине Литија.

## Становништво
У попису становништва из 2011. године, Камни Врх при Примсковем је имао 4 становника.
| Број становника према пописима | Број становника према пописима | Број становника према пописима |
| ------------------------------ | ------------------------------ | ------------------------------ |
| 1991                           | 2002                           | 2011                           |
| 13                             | 6                              | 4                              |

Напомена: До 1953. исказивано под именом Камни Врх.